# Муравей (Иркутская область)
Мураве́й — посёлок в Слюдянском районе Иркутской области. Входит в Утуликское муниципальное образование.

## География
Расположен на южном берегу озера Байкал в 19 км к северо-западу от центра муниципального образования, посёлка Утулик, на Транссибирской магистрали, по северной стороне федеральной автотрассы Р258 «Байкал». В посёлке находится остановочный пункт ВСЖД Муравей.

## История и этимология
В 1866 году была основана почтовая станция Муравьёво-Амурская на Кругобайкальском тракте, названная в честь посетившего её генерал-губернатора Н. Н. Муравьева-Амурского. Затем она была переименована в Муравьёву. В начале XX века здесь прошла Транссибирская железнодорожная магистраль. В советское время посёлок получил название Муравей. Были попытки вернуть старое название Муравьёв-Амурский, однако они не увенчались успехом.

## Население
| 2002 | 2010 | 2011 | 2012 |
| ---- | ---- | ---- | ---- |
| 20   | ↗21  | →21  | ↗22  |